# Fondo de minería
En el contexto de la minería de criptodivisas, un fondo de minería (en inglés mining pool) o simplemente fondo, es la acción de poner en un fondo común los recursos de los mineros, los cuales comparten su poder de procesamiento sobre una red, para dividir la recompensa de acuerdo con la cantidad de trabajo con la que han contribuido a la probabilidad de encontrar un bloque. Una participación es otorgada a un miembro de un fondo de minería que presente una prueba de trabajo parcial válida.
La minería a través de fondos comenzó a desarrollarse cuando la dificultad para minar aumentó hasta el punto en que podía llevar años para los mineros más lentos el generar un bloque. La solución a este problema fue que los mineros pusieran en un fondo común sus recursos para que así pudieran generar bloques más rápidamente y por tanto recibir una parte proporcional de la recompensa de dicho bloque de manera periódica en lugar de al azar cada pocos años.

## Métodos de pago de los fondos de minería
Los fondos de minería pueden contener cientos o miles de mineros que utilizan protocolos especializados. En todos sus métodos de reparto de recompensas, {\displaystyle B} es el bloque de recompensa menos la comisión que se lleva el gestor del fondo, y {\displaystyle p} es la probabilidad de encontrar un bloque en el intento de ganar una participación ({\displaystyle f=1/D}, donde {\displaystyle D} es la dificultad del bloque actual).
Un fondo puede utilizar la característica de dificultad de participación variable, lo que significa que el minero puede seleccionar la participación a resolver (el margen inferior de la dificultad de dicha participación) por su cuenta y cambiar {\displaystyle p} de manera acorde.

### Pago por participación
El sistema de pago por participación (PPP, o PPS del inglés pay per share) ofrece un pago instantáneo y garantizado a un minero por su contribución a la probabilidad de que el fondo encuentre un bloque. Los mineros reciben el pago desde la cuenta existente del fondo y generalmente pueden retirar su pago inmediatamente, aunque hay algunos que pueden establecer un plazo mínimo de retirada o una cantidad mínima antes de poder solicitar su pago. Este modelo permite la menor variabilidad posible en el pago a los mineros a la vez que transfiere gran parte del riesgo de este método al operador del fondo.
Cada participación cuesta exactamente el esperado por cada intento de encontrar un resumen o hash: {\displaystyle R=B\cdot p}

### Proporcional
Los mineros obtienen participaciones hasta que el fondo encuentra un bloque, que supone el fin de una ronda de minado. Después de eso, cada usuario obtiene su recompensa {\displaystyle R=B\cdot n/N}, donde {\displaystyle n} es la cantidad de sus participaciones y {\displaystyle N} son todas las participaciones de dicha ronda. En otras palabras, todas las participaciones son iguales, pero su coste se calcula solo al final de una ronda.

### Minado de Bitcoin en fondo común
El minado de Bitcoin en fondo común —BPM, por sus siglas en inglés—, también conocido como sistema de Slush debido a que fue usado inicialmente por el fondo conocido como Slush's Pool, utiliza un sistema donde las participaciones más antiguas al principio de una ronda tienen menos peso que las más recientes. Esto reduce la posibilidad de engañar al sistema del fondo de minería al cambiar entre fondos durante una ronda para maximizar beneficios.

### Pago por las últimas N participaciones
También conocido por la sigla inglesa PPLNS (pay per last N shares), es similar al método proporcional con la diferencia de que la recompensa del minero se calcula con base en las últimas N participaciones en lugar de sobre todas las participaciones de la ronda. Por lo tanto, si la ronda es muy corta, todos los mineros obtendrán mayores beneficios, o menos si dura mucho.

### Método geométrico
El método geométrico fue inventado por Meni Rosenfeld. Está basado en un sistema con puntuaciones de manera similar al método de Slush: se da una puntuación por cada nueva participación de acuerdo a la puntuación preexistente y a la futura, por lo que no hay ninguna ventaja por minar al principio o final de una ronda.
Este método funciona de la manera siguiente:
- Decide los parámetros {\displaystyle f} y {\displaystyle c} (comisión fija y variable).
- Al inicio de cada ronda, establece {\displaystyle s=1}. Por cada trabajador {\displaystyle k}, {\displaystyle S_{k}} será la puntuación del trabajador para la ronda actual, y establece {\displaystyle S_{k}=0}.
- Establece {\displaystyle r=1-p+{\frac {p}{c}}}, donde {\displaystyle p=1/D}. Si la dificultad cambia durante la ronda, {\displaystyle r} tendrá que ser actualizada.
- Cuando el trabajador {\displaystyle k} envía una participación, establece {\displaystyle S_{k}=S_{k}+spB}, y entonces {\displaystyle s=sr}.
- Si la participación es un bloque válido, la ronda finaliza. A cada trabajador {\displaystyle k} le corresponde {\displaystyle {\frac {(1-f)(r-1)S_{k}}{sp}}} de recompensa.

### Método geométrico doble
Se trata de una versión generalizada de los métodos geométrico y PPLNS. Añade un nuevo parámetro  (pérdida entre rondas). Cuando
- Decide los parámetros {\displaystyle f}, {\displaystyle c}, y {\displaystyle o}.
- Cuando el fondo empieza a funcionar, inicializa {\displaystyle s=1}. Por cada trabajador {\displaystyle k}, {\displaystyle S_{k}} será la puntuación su puntuación, and y establece {\displaystyle S_{k}=0}.
- Se establece que {\displaystyle r=1+{\frac {1}{c}}p(1-c)(1-o)}. Si en cualquier momento cambian la dificultad o los parámetros, {\displaystyle r} debería ser recalculado.
- Cuando el trabajo {\displaystyle k} envía una participación, establece {\displaystyle S_{k}=S_{k}+(1-f)(1-c)spB} (donde {\displaystyle B} es la recompensa del bloque en el momento en el que fue enviada), y entonces {\displaystyle s=sr}.
- Si la participación es un bloque válido, entonces haz lo siguiente también para cada trabajador {\displaystyle k}: proporciónale una paga de {\displaystyle {\frac {1}{c_{s}}}(1-o)S_{k}}, y entonces establece {\displaystyle S_{k}=S_{k}\cdot o}.

### Minería multifondo
Los multifondos van cambiando entre distintas divisas alternativas calculando qué divisa es en un momento dado la más rentable de minar. Hay dos factores implicados en el algoritmo que calcula la rentabilidad: el tiempo de bloque y el precio en las casas de divisas. Para asegurarse de que no se necesitan distintos monederos para todas las posibles monedas a minar, casi todos los multifondos intecambian la moneda minada a una moneda que sea ampliamente aceptada por el mercado general (como por ejemplo por bitcoines). Al utilizar este método, debido a que las monedas más rentables son minadas y vendidas por una moneda mayoritaria, generalmente se reciben más monedas de lo que se recibirían si solo se estuviera minando dicha divisa. Este método también aumenta la demanda de la moneda preferente, lo que también puede aumentar o estabilizar su valor.